# Razsvetljenska književnost
Razsvetljenska književnost  na splošno označuje vsa književna dela v katerih je prišel do izraza duh razsvetljenstva.

## Temeljne značilnosti
Književnost razsvetljenstva ni izrazita , zaokrožena literarna smer, ki bi ustvarila popolnoma enotna književna načela, oblike, tehniko in zvrsti. Pojem razsvetljenska književnost označuje na splošno vsa književna dela, v katerih je prišel do izraza duh razvetljenstva, to je družbenozgodovinskega, ideološkega in kulturnega gibanja, ki se je razmahnilo v 18. stoletju. V književnosti se je večji del uveljavilo tako, da se je naslanjalo na predhodne ali sočasne književne smeri, prevzemalo njihove oblike in jih spreminjalo v skladu s svojimi idejami.
Razsvetljenstvo je nastalo v zvezi z osamosvojitvijo meščanstva, ki se je v Angliji že proti koncu 17. stoletja, v Franciji pa v 18. stoletju začelo osvobajati vezi fevdalne družbe, države, cerkve, religije in kulture. Razsvetljenci so razglasili za edino veljavno avtoriteto človeški razum, čute in izkustvo. Filozofske podlage, iz katerih je črpala razsvetljenska kultura glavne značilnosti, so bili racionalizem, senzualizem, empirizem in utilitarizem. S tega stališča so razsvetljenci kritizirali preživelo fevdalno družbo in miselnost. Kritizirali so fevdalno samovoljo in privilegije ter branili meščanske pravice do osebne svobode in lastnine. Ob deizmu sta se pojavila še materializem in ateizem, v politični filozofiji so se večidel zavzemali za razsvetljeni absolutizem, ki naj z razumnimi reformami pruredi družbo, da bo ustrezala razumu.
Razvoj
Razsvetljenstvo se je najprej formiralo v Angliji, kjer mu je v 17. stoletju pripravljal pot razvoj filozofije in znanosti v smeri empirizma od F. Bacona do I. Newtona. Vrh je angleško razsvetljenstvo doseglo s  filozofskim empirizmom J. Locka. Iz Anglije se je razsvetljenstvo po letu 1700 razširilo v Francijo. Tu se je združilo s tradicijo Descartesovega racionalizma. Sočasno je dobilo ostrejšo in bojevitejšo družbeno vsebino, ustrezno drugačnim francoskim razmeram. Najvplivnejši predstavnik francoskega razsvetljenstva je postal Voltaire. Vrh je doseglo v krogu enciklopedistov, ki sta jih vodila Denis Diderot in Jean le Rond d'Alembert. Njen sodelavec je bil tudi Jean-Jacques Rousseau, ki je izšel iz razsvetljenstva, vendar ga je z nekaterimi idejami že presegel, tako da se nekatera njegova knjižna dela že prištevajo v predromantično književnost. S svojo konkretno, bojevito družbeno vsebino je francosko razsvetljenstvo pripravilo francosko revolucijo; z njo pa se razsvetljensko obdobje tudi konča. V Nemčiji je bilo okolje ideološko in družbeno man razvito in bojevito. Njegov vrh pa  prestavlja Lessingova miselnost. V drugih evropskih deželah, V Italiji, Španiji, na Poljskem, v Rusiji in drugod pa je bilo po idejah in dejanjih manj izvirno.
Zvrsti in oblike
V književnosti se je razsvetljenstvo uveljavilo v širokem obsegu, vendar ne v vseh literarnih vrstah in zvrsteh enako uspešno. Podlaga razsvetljenstva je bil racionalizem, zato se je naslanjalo predvsem na književna načela, zvrsti in oblike klasicistične književnosti. Vendar pa sta bila prav tako važen del razsvetljenske ideologije senzualizem in empirizem; to je terjalo od razsvetljencev, da se naslonijo še na druge literarne smeri, v katerih je imela večjo vlogo izkustvena neposrednost, konkretnost in stvarnost. Senzualizem je razsvetljence zbližal z rokokojem. Empirizem jih je včasih postaviljal v nasprotje z literarnimi načeli klasicizma. Tako so znotraj razsvetljenstva nastajala pomembna literarno-estetska nasprotja, npr. med Voltairovim priseganjem na načela tragedije in Lessingovo kritiko klasicistične dramatike oziroma njegovim priporočanjem Shakespeara.

## Poezija
Najvidnejši predstavnik razsvetlenske poetike je bil angleški pesnik Alexander Pope, rojen v Londonu, svoboden književnik, ki je predstavljal središče literarnega kroga kateri je obsegal osrednje angleške pisce tistega časa, med drugim tudi J. Swifta, ki mu je bil Pope duhovni vodja. Izhajal je iz idealov francoskega klasicizma 17. stol., zahteval jasnost, razumnost in antične zglede. V pesnitvi Esej o kritiki (Essay on Criticism, 1711) je poudaril pomen pravil, zlasti trh enotnosti (enotnost dogajanja, časa in prostora) v drami. Gojil je pastirko pesništvo, opeval naravo z razumskega stališča, ustvaril komični ep in literarno satiro. Kritiki romantične književnosti so ga zaradi klasicizma odklonili, šele moderna kritika odkriva v njem velike pesniške vrednote.
V Italiji je bil najpomembnejši razsvetljenski pesnik Giuseppe Parini. Njegovo delo je satirična pesnitev Dan (Il Giorno, 1763), šaljivo moralističen opis plemiškega življenja. Tudi Parini je združeval klasicistična oblikovna načela in razsvetljensko ideologijo.
V ruski književnosti je vrh pozne razsvetljenske poezije ustvaril Ivan Andejevič Krilov, ki se je najprej poskušal s komedijami in stiričnimi članki, nato se je posvetil samo verznim bsnim po zgledu Ezopa in zlasti La Fontaina. Vseh basni je napisal 197. V njih je izostril satirične poante na sodobne soialne pojave v takratni državi in premaknil orise v bližino realizma.

## Proza
V skladu s svojo racionalistično usmerjenostjo je razsvetljenstvo gojilo predvsem filozofsko, moralistično, zgodovinsko in publicistično prozo, ki je bila najprimernejše sredstvo za neposredno, učinkovito izražanje razsvetljenskih idej. Med pomembnimi avtorji takšne proze so bili Voltaire s svojimi zgodovinskimi, filozofskimi, polemičnimi in kritičnimi spisi; Montesquieu, pisec družbeno kritičnih Perzijskih pisem (Lettres pesanes, 1721 in razprave o državni uredbi Duh zakonov (L'esprit des lois, 1748; Denis Diderot s spisi o filozofskih vprašanjih, dramatiki, likovni umetnosti in drugem; Gotthold Ephraim Lessing s kritikami o književnosti in gledališču, umetnostnih vprašanjih in problemih religije.
Poleg miselne proze je razsvetljenstvo gojilo tudi pravo pripovedništvo in postalo plodno zlasti za razvoj romana, povesti, zgodb, pripovedk in dialogov. Vendar je tudi te zvrsti uporabljalo predvsem za izražanje svojih filozofskih, moralističnih, političnih ali verskih idej. Razmah razsvetljenskega romana je bil zasluga mnogih evropskih avtorjev, med katerimi so osrednja dela ustvarili predvsem Swift, Voltaire, Diderot, Lesage, Defoe in Fielding.
Razsvetljenski realistični roman je opisoval z družbeno-kritičnega stališča nravi sodobnega plemiškega, pa tudi meščanskega življenja, da bi razkril, kaj v njem nasprotuje zahtevam človeškega razuma in naravavni človeški težnji k sreči. Razvil se je predvsem v Angliji. Izhodišče mu je bila tradicija »španskega pikaresknega romana« (izraz za tovrstni raman je izpeljan iz španske besede pícaro v pomenu slepar, malopridnež, ker pripoveduje o prigodah potujočega klateža), ki je v prvoosebni pripovedi prepletal junakovo žovljensko zgodbo s prikazom različnih družbenih slojev, nravi in pojavov.
V Franciji se je na takšno tradicijo naslonil A.R. Lesage, najprej pravnik v Parizu, nato svoboden književnik. Poleg uspešnih komedij je njegovo glavno delo roman Gil Blas iz Santillane (Glis Blas de Santillane); roman je s svojim naslovnim junakom, pustolovcem pikaresknega tipa postavljen v Španijo, opisuje po pod španskim videzom francoske razmere s stališča razsvetljenske kritičnosti.
V Angliji se je pikareskna tradicija še izraziteje združila z razsvetljenstvom, s tem pa ustvarila podlago za nravstveno-kritično prikazovanje meščanskega, družinskega in osebnega življenja v obliki obširnih, realistično zasnovanih romanov s snovjo iz sodobno stvarnega okolja. Prve uspehe je te vrste roman dosegel z deli Defoeja.

## Dramatika
Razsvetljenstvo se je uveljavilo v različnih dramskih zvrsteh, v tragediji in komediji, pa tudi v zvrsteh, ki jih je izoblikovalo na novo. Svoje moralno socialne ideje je postavljalo na oder s pomočjo različnih oblik in slogov.
Prva zvrst na katero se je upiralo je bila klasicistična tragedija. Njen največji predstavnik v 18. stol. je Voltaire z deli Edip (1717), Zaire (1732), Mohamet (1741) in drugimi. Književno pomembnejša pa je bila nova zvrst meščanske drame, meščanske tragedije ali napol komedije, imenovane tudi »resnobna zvrst« ali preprosto drama. Te nove zvrsti so prekinile s klasicizmom, ker so namesto plemiško-dvorskih junakov postavljale v središče dogajanja ljudi iz meščanskega okolja, prikazovale njihove družinske in stanovske probleme, ali pa kazale meščanstvo v sporu s plemiškim nasiljem; poleg tega so verz že zamenjale s prozo, da bi s tem gledališče čim bolj približale sodobni stvarnosti.
Meščanska tragedija se je najprej razvila v Angliji, kjer jo je prvi uvedel George Lillo z dramo Londonski trgovec (The London Merchant, 1731). V Franciji jo je poskušal uveljaviti Diderot z igrama Nezakonski sin (Le fils naturel, 1757) in Družinski oče (Le père de famille, 1758), vendar brez večjega uspeha. Najvišje se je nova meščanska dramatika povzpela v Nemčiji z deli Lessinga.
Lessing je v dramatiki najprej sledil angleškim zgledom meščanske tragedije in napisal prvo pomembnejše nemško delo te vrste Miss Sara Sampson (1755). nato je s komedijo Minna von Barnhelm (1767) ustvaril prvo pomembnejšo nemško veseloigro. Vrh je Lessingova meščanska dramatika dosegla s tragedijo Emilija Galotti (1772), kjer je spor med plemiško samovoljo in meščanskimi pravicami prikazan s pravo družbenopolitično ostrino: oče naslovne junakinje hčer rajši ubije kot da bi jo prepustil pokvarjenemu vladarju. Zadnja Lessingova igra je Modri Natan (Nathan der Weise, 1779), idejna drama o verski strpnosti, humanosti.
Podobno kot v tragediji in resnejših oblikah drame je razsvetljenstvo uveljavljalo svoje ideje v različnih tipih komedije. Izhajalo je zlasti iz del Molièra, pa tudi iz commedie dell'arte in rokokojskih, lahkotno igrivih oblik. Pri tem je tradicijo vsebinsko in oblikovno spreminjalo; v vsebini je poudarjala satiričnost in se z njenimi sredsvi obračalo proti moralnenu razpadu plemstva, fevdalizma in novonastalega bogatega meščanstva, s tem pa je komedija postala časovno tipična, aktualna in realistična.
V to smer je komedijo 18. stol. razvil že Lesage, avtor roman Gil Blas iz Santillane; s komedijo Turcaret (1709) je postavil na oder tipičnega finančnika tistega časa. V zgradbi komedije je uporabil spletkarske sestavine. Na Danskem je po Molièrovem zgledu in z razsvetljensko tendenco ustvarjal številne komedije danski književnik norveškega rodu Ludvig Holberg. V Angliji je postal najpomembnejši predstavnik komedije z razsvetljensko moralo Richard Brinsley Sheridan. Njegovo najbolj znanao delo je Šola obrekovanja (The School for Scandal, 1777).
Vzporedno s satirično aktualno komedijo, ki se je opirala večji del na Molièra, se je v prvi polvici 18. stol. razvila rokokojska komedija, napisana prav tako v prozi, vendar brez drastičnega realizma in aktualnosti, zato pa prefinjeno igriva in globokoumna v odrskem upodabljanju erotičnih razmerij. Njen najvidnejši francoski predstavnik je Pierre de Marivaux s komedijami Igra ljubezni in naklučja (Le jeu i'amour et du hasard, 1730), Varljive zapeljivosti (Les fausses confidences, 1733) in drugimi. 
V Italiji je poseben tip komedije ustvaril Carlo Goldoni. Naslonil se je na še zmeraj živo tradicijo commedie dell'arte, vendar taki, da jo je približal Molièrovim zgledom, ji dal trdnejšo dramsko zgradbo in izrazitejšo socialno, razsvetljenstvu bližjo tendenco. Od njegovih iger so ostale popularne zlasti Kavarnica ( La bottega del caffè, 1743), Sluga dveh gospodov ( Il servitore dei due padroni, 1753), Krčmarica Mirandolina ( La locanderia, 1753) in druge. Vrh pa je komedija 18. stol dosegla z Beaumarchaisom, v njegovih delih se je tudi najtesneje povezala z razsvetljenstvom.

## Odmevi pri Slovencih
Evropska razsvetljenska književnost je vplivala na slovensko slovstvo že v času svojega trajanja; iz nje se je formirala slovenska razsvetljenska literatura s Ž. Zoisom, A.T.Linhartom, V. Vodnikom in drugimi. Njihova literarno-estetska načela je zajeta iz poetike, ki so nastala v dobi razsvetljenstva, njihovo delo zajema iz različnih smeri razsvetljenskega klasicizma, rokokoja, anakreontike, podobno pa tudi zvrsti in oblike, ki so jih gojili (basen, oda, komedija, zgodovinska proza). Glavni evropski vzorniki so jim bili Voltaire, Lessing, Beaumarchais in nemški razsvetljenski pesniki.
Po koncu slovenskega razsvetljenstva ja ta vpliv začasno prenehal, ker tudi naša romantika, podobno kot evropska, ni sprejela motivov, idej in oblik razsvetljenske književnosti, ampak jih je brezpogojno zavračala. Kljub temu je tudi v poeziji F.Prešerna zaznati celo vrsto razsvetljenskih moralnih in socialnih prvin ter deloma tudi pesniških načinov. Po letu 1848 pa je močne razsvetljenske vplive mogoče zaznati tudi pri številnih avtorjih našega t. i. »romantičnega realizma« (Janez Trdina, Fran Levstik, Josip Jurčič, Josip Stritar, Simon Gregorčič). V njihovih delih odmevajo ideje Voltaira, Lessinga in drugih, vendar večinoma tako, da se tesno družijo s predromantičnimi in romantičnimi vplivi.
Ko po letu 1900 tudi ta vpliv pojenja, se začnejo polagoma pojavljati prevajalci, ki so prevedli skoraj vsa najpomembnejša dela razsvetljenske književnosti. Med prevajalci so bili tudi Oton Župančič, Branko Rudolf, Mira Mihelič, France Koblar, Vladimir Levstik in drugi.